# Ivan Cattaneo
Pour les articles homonymes, voir Cattaneo.
Ivan Cattaneo (né le 18 mars 1953 à Bergame, en Italie) est un artiste, chanteur et compositeur italien. Sa musique a été décrite comme glam rock, disco, electropunk, ska, rock électronique. Il est également un peintre et un artiste multimédia. 

## Carrière musicale
Ivan Cattaneo passe ses jeunes années à Pianico, un petit village près de Bergame situé au bord du Lac d'Iseo. A 12 ans , il participe au Zecchino d'oro, un concours musical pour les enfants, puis à 15 ans et au « Festival degli sconosciuti » d'Ariccia. Pendant ses études d'art, il apprend à jouer de la guitare, étudie la musique et  commence à jouer dans des groupes de blues locaux  devenant fan de Frank Zappa et John Mayall .
Après sa libération anticipée du service militaire il rencontre le producteur de musique Nanni Ricordi et rejoint le label italien indépendant Ultima Spiaggia et  sort en 1975 son premier album studio UOAEI. En 1977, le nouvel album ironique glam rock primo secondo e frutta (Ivan Compreso) reçoit un accueil favorable et est premier succès commercial avec le single Maria Batman. Disciple du mouvement punk, il crée la jeune Anna Oxa lors du Festival de Sanremo de 1978.  
Déçu par l'industrie musicale et la télévision, il se retire de la carrière musicale en 1986 peu après  avoir conclu un contrat avec le label CGD pour son album  Vietato ai minori . 
En 1987, il se déclare végétarien et, après s'être retiré de la scène musicale, il se consacre à la peinture. Il  présente sa première exposition itinérante en 1989 intitulée 100 Gioconde Haiku, en tournée  dans de nombreuses villes d'Italie.  
Après six ans sans aucune sortie musicale, Ivan Cattaneo après avoir rencontré le gourou indien Osho, revient en 1992 avec l'album Il cuore è nudo ... e i pesci cantano qui, influencé par le New Age  .
En 2014 il joue le rôle du nomad dans le film Sexy shop.

## Discographie

### Albums studio
- 1975 : UOAEI (Ultima Spiaggia, ZLUS 55182)
- 1977 : Primo secondo e frutta (Ivan compreso) (Ultima Spiaggia, ZPLS 34010)
- 1979 : SuperIvan (Ultima Spiaggia, ZPLS 34069)
- 1980 : Urlo (CGD, 20230)
- 1981 : Duemila60 Italian Graffiati (CGD, 20254) (alias 2060 Italian Graffiati)
- 1982 : Ivan il terribile (CGD, 20316)
- 1983 : Bandiera gialla (CGD, 20350)
- 1986 : Vietato ai minori (CGD, 20511)
- 1992 : Il cuore è nudo ... ei pesci cantano (Top Records / EMI)
- 2005 : Luna présente (Recording Arts / Ducale)
- 2010 : 80 e basta! (Musique Azzurra)

### Albums de compilation
- 1983 : Polisex (LP) (série CGD MusicA)
- 1996 : Il meglio (DV More Records)
- 2000 : chef - d'œuvre (Warner / Fonit)
- 2001 : I successi (CGD / Warner)
- 2004 : Serie Flashback - I grandi successi originali (Remakes de classiques des années 1970) (Sony / BMG)
- 2006 : Le meilleur film de Ivan Cattaneo (Série) (Warner Music)
- 2008 : Una zebra a pois (Linea / Venus)
- 2011 : Série d'albums d'origine: box 5 CD 5 enregistrements d'albums '80 par CGD (Rhino Records / Warner Music)

### Simple
- 1975 : Darling / Pomodori da Marte (Ultima spiaggia / RCA)
- 1976 : L'elefante è capovolto? / Farfalle (Ultima spiaggia / RCA)
- 1977 : La segretaria ha colpito ancora / Maria Batman (Ultima spiaggia ZBS-7028 distribué par RCA Italiana)
- 1978 : Tabù / Agitare prima dell'uso! (Ultima spiaggia / RCA)
- 1979 : Boys & boys / Su (Ultima spiaggia / RCA)
- 1980 : Pupa / Polisex (CGD)
- 1984 : Quando tramonta il sol (CGD)
- 1985 : Nombre Dancin / Être amoureux de toi (avec Dadavox) (CGD)
- 1986 : Neolatina Dancemix / La ragazza di Ipanema / Neolatina Disco Mix (CGD)
- 1996 : Love is love (sous le nom de Cut Ivan) (Trendy Factory Records / Zac Music)
- 2005 : L'aria - mare della serenità (Enregistrement d'arts / Ducale) (publication promotionnelle)
- 2010 : Tenax (Musica Azzurra)